# Praterie temperate delle isole Amsterdam e Saint-Paul
Le praterie temperate delle isole Amsterdam e Saint-Paul sono un'ecoregione dell'ecozona afrotropicale, definita dal WWF (codice ecoregione: AT0802), costituita dalle isole di Saint-Paul e di Amsterdam, nel sud dell'oceano Indiano.

## Territorio
È un'ecoregione di prateria formata da due remote isole vulcaniche. Amsterdam è un vulcano spento relativamente giovane, formatosi centinaia di migliaia di anni fa. Ha una superficie di 55 km² e raggiunge i 911 m di altitudine. Verso ovest presenta pareti verticali alte diverse centinaia di metri. Saint-Paul, un cratere invaso dal mare, misura 7 km² di superficie e raggiunge i 272 m di altitudine. Il clima delle due isole è temperato oceanico. L'umidità relativa e le precipitazioni sono elevate.

## Flora
Ad Amsterdam, la vegetazione varia a seconda dell'altitudine. Fino ai 100 m, la vegetazione è costituita principalmente da giunchi come Ficinia nodosa e Juncus australis e, sulle scogliere, da erbe come Poa novarae e Spartina arundinacea. Tra 100 e 250 m di altitudine, l'isola era ricoperta da boschi dell'albero ramnaceo Phylica nitida, di cui ne rimangono solamente circa 8 ettari; il resto è andato perso a causa del disboscamento, degli incendi e del bestiame. Nelle zone più elevate, abbondano il licopodio Lycopodium clavatum, la felce Gleichenia polypodioides e le piante con fiori Poa alopecurus, Acaena magellanica, Isolepis aucklandica, Uncinia brevicaulis e Pentaschistis insularis. Presso i corsi d'acqua si possono incontrare il ranuncolo Ranunculus biternatus e la plantaginacea Callitriche antarctica. Il cratere centrale del vulcano è una torbiera in cui crescono muschi, Huperzia saururus, Isolepis aucklandica, Pentaschistis insularis e Uncinia compacta. A Saint-Paul la vegetazione è simile, con meno variazioni in funzione dell'altitudine. L'albero Phylica nitida non è presente.

## Fauna
Delle 22 specie di uccelli che abitavano sulle isole prima dell'arrivo dell'uomo, ne sopravvivono solamente una decina, di cui 4 in pericolo di estinzione. Tra queste ricordiamo il prione di Salvin (Pachyptila salvini), l'albatro beccogiallo dell'Indiano (Thalassarche carteri), l'albatro fuligginoso (Phoebetria fusca), il petrello soffice (Pterodroma mollis), il petrello grigio (Procellaria cinerea), la sterna antartica (Sterna vittata), lo stercorario antartico (Stercorarius antarcticus) e il pinguino saltarocce (Eudyptes chrysocome). L'astrilde di Sant'Elena (Estrilda astrild) è stata introdotta nel XX secolo. L'albatro di Amsterdam (Diomedea amsterdamensis), endemico dell'ecoregione, è in pericolo di estinzione: ne rimangono solamente circa 100 esemplari. Un'altra specie endemica, invece, il fischione di Amsterdam (Anas marecula), è scomparsa in tempi storici.
Tra i pinnipedi presenti sull'isola possiamo citare l'otaria orsina subantartica (Arctocephalus tropicalis) e l'elefante marino meridionale (Mirounga leonina), seppur molto meno numerosi rispetto al passato.

## Conservazione

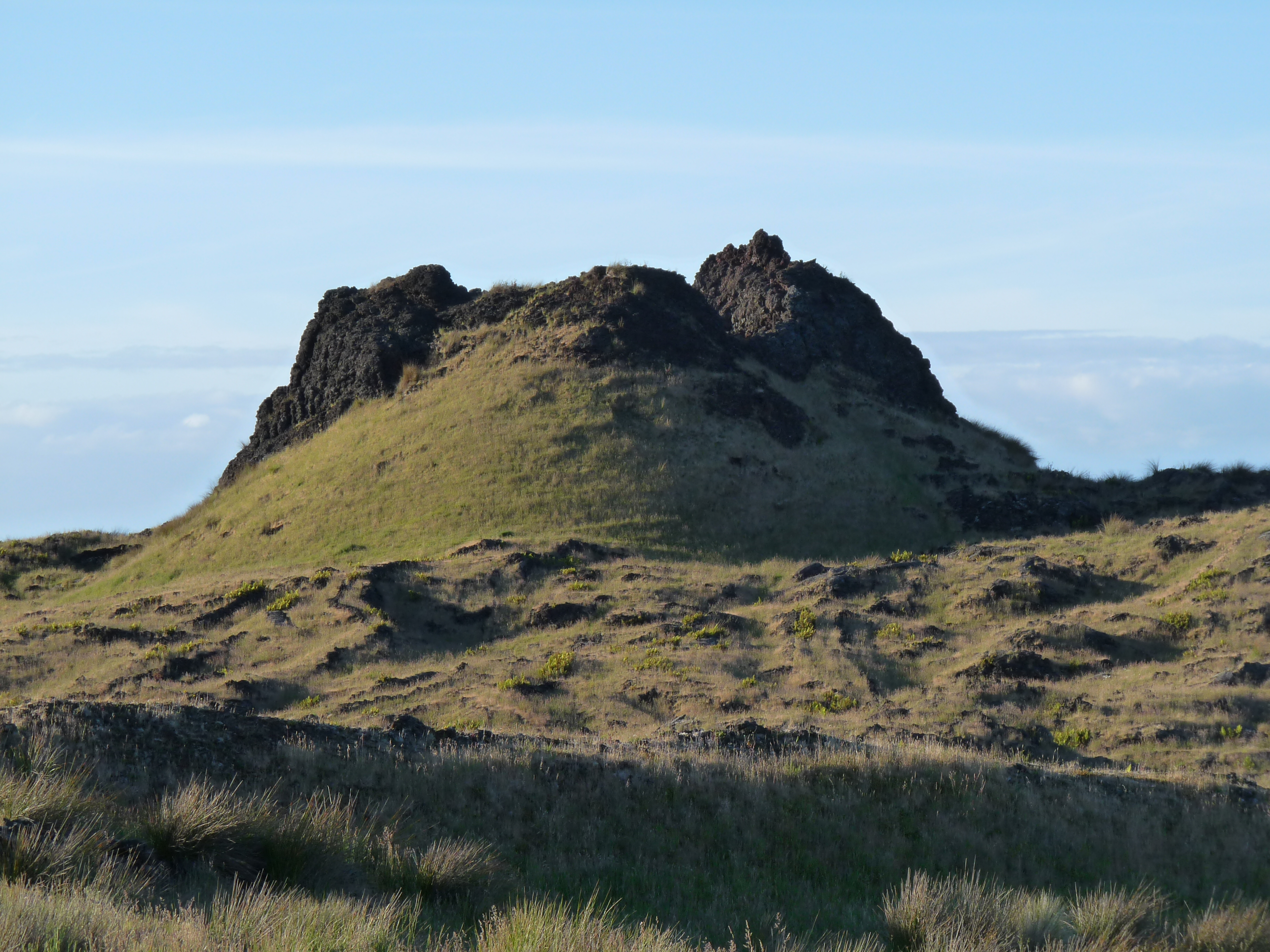
Il cratere Dumas sull'isola Amsterdam

L'isola di Amsterdam è una delle più degradate dell'oceano Indiano. Il disboscamento, gli incendi, l'introduzione di piante esotiche e la presenza di bestiame bovino allo stato brado hanno distrutto la maggior parte della vegetazione originaria, anche se tra il 1988 e il 2010 tutti gli esemplari presenti sono stati macellati. Le popolazioni di pinnipedi e uccelli marini furono quasi sterminate durante il XVIII e XIX secolo. Anche l'introduzione di cani, topi, ratti, gatti, capre e maiali ha contribuito al degrado dell'isola, anche se le ultime due specie non sono più presenti.
L'isola di Amsterdam venne inclusa nel parco nazionale antartico francese nel 1938. Il Grand Bois, l'ultima chiazza rimasta sull'isola del bosco di Phylica, venne recintato e circondato da cipressi per proteggerlo dal bestiame allo stato brado, ma alla fine, dopo aver eliminato nel 2010 i circa 200 capi di bestiame rimanenti, la recinzione è stata rimossa e il bosco ha cominciato a crescere molto lentamente.